# Live at the Grand Olympic Auditorium
Live at the Grand Olympic Auditorium  je zadnji službeni album američke rap metal grupe Rage Against the Machine, izdan je krajem 2003. godine. Na njemu se nalazi snimka posljednja dva nastupa grupe u Grand Olympic Auditoriumu u Los Angelesu. 
Album je prvotno trebao izaći u studenom 2000. godine, ali je to odgođeno jer se grupa, vrlo brzo, nakon tih koncerata raspala. Potom je trebao izaći 2001. godine, no i to je propalo jer su tri člana grupe (Tom Morello, Tim Commerford, i Brad Wilk) zajedno s pjevačem Chrisom Cornellom osnovali grupu Audioslave. Konačno je izdan dvije godine kasnije, u studenom 2003. godine. 
Album je dobio mješovite kritike, uglavnom zbog lošeg miksanja, a ne zbog glazbenih izvedbi. S druge strane, obožavatelji i kritičari su pohvalili DVD verziju.   

## Popis pjesama
1. "Bulls on Parade" – 5:17
2. "Bullet in the Head" – 5:29
3. "Born of a Broken Man" – 4:20
4. "Killing in the Name" – 5:03
5. "Calm Like a Bomb" - 4:50
6. "Testify" – 3:22
7. "Bombtrack" - 4:06
8. "War Within a Breath" – 3:22
9. "I'm Housin'" – 4:47
10. "Sleep Now in the Fire" – 4:11
11. "People of the Sun" – 2:27
12. "Guerrilla Radio" – 3:54
13. "Kick Out the Jams" – 3:21
14. "Know Your Enemy" – 5:18
15. "No Shelter" – 3:59
16. "Freedom" – 7:05
17. "Microphone Fiend" – 5:04 *
18. "Beautiful World" – 2:47 *

- Bonus pjesme na izdanju za japansko tržište.

## Singlovi
- "Guerrilla Radio" - 1999
- "Sleep Now in the Fire" - 2000
- "Testify" - 2000
- "Calm Like a Bomb" - 2000

## Izvođači
- Zack de la Rocha – pjevač
- Tom Morello – gitara
- Tim Commerford – bas-gitara
- Brad Wilk – bubnjevi

## Top ljestvica

### Albuma
| Godina | Ljestvica         | Pozicija |
| ------ | ----------------- | -------- |
| 2003.  | The Billboard 200 | #94      |

## DVD izdanje
Live at the Grand Olympic Auditorium je treće službeno DVD izdanje grupe. DVD se u prodaji pojavio 9. prosinca 2003., dva tjedna nakon CD izdanja.

## Popis pjesama
- "Bulls on Parade"
- "Bombtrack"
- "Calm Like a Bomb"
- "Bullet in the Head"
- "Sleep Now in the Fire"
- "War Within a Breath"
- "I'm Housin'"
- "Killing in the Name"
- "Born of a Broken Man"
- "No Shelter"
- "Guerrilla Radio"
- "How I Could Just Kill a Man"
- "Kick Out the Jams"
- "Testify"
- "Freedom"

### Bonus materijal
- "People of the Sun" i "Know Your Enemy"
- Nastup na Nacionalnoj konvenciji Demokratske stranke 2000. godine

1. "Bulls On Parade"
2. "Testify"
3. "Guerrilla Radio"
4. "Sleep Now In The Fire"
5. "Freedom"
6. "Killing In The Name"

- Video spotovi - "How I Could Just Kill a Man" i "Bombtrack"

## Izvođači
- Zack de la Rocha – pjevač
- Tom Morello – gitara
- Tim Commerford – bas-gitara
- Brad Wilk – bubnjevi

## Vanjske poveznice
- allmusic.com - Live at the Grand Olympic Auditorium (album)
- allmusic.com - Live at the Grand Olympic Auditorium (DVD)